# Машинобудування (енциклопедичний довідник)
«Машинобудування» (енциклопедичний довідник), рос. Машиностроение (энциклопедический справочник) («Машгиз», Москва, 1946—1951) — енциклопедичне видання, яке комплексно освітлювало питання машинобудування — технічні розрахунки, вибір, призначення і властивості матеріалів, технології виробництва, конструювання машин, проектування машинобудівних заводів і організацію виробництва. Є унікальним виданням часів СРСР (до складу якого входила Україна). Україномовної версії не існувало.
Головний редактор академік Євген Олексійович Чудаков.
Складається з 15 основних томів і тому наочного вказівника, всього 7500 сторінок. УДК: 621.
У 2006 році перевиданий на компакт-дисках у вигляді (формат TIFF, 400 dpi), факсиміле, видавництвом ТОВ «Словарне видавництво ЭТС» і «Polyglossum».